# Палей, Владимир Яковлевич
Владимир Яковлевич Палей (21 сентября 1937, Новочеркасск — 3 сентября 2007, Воронеж) — генерал-лейтенант ВС СССР, один из руководителей войск радиоэлектронной борьбы ВС СССР и ВС РФ, первый начальник Воронежского высшего военного училища радиоэлектроники в 1980—1986 годах.

## Биография
Родился 21 сентября 1937 года в Новочеркасске. Окончил Муромское военное училище связи в 1958 году. Начал службу в качестве командира взвода и заместителя командира роты по технической части в 1958—1963 годах, в 1963—1965 годах — командир радиороты. В 1965—1967 годах — заместитель командира батальона по технической части отдельного полка Прикарпатского военного округа. В 1967—1968 годах — командир 444-го отдельного батальона радиоэлектронного противодействия Центральной группы войск.
С 1968 по 1975 годы был начальником службы радиоэлектронного противодействия. В 1970 году окончил Военную академию имени М. В. Фрунзе. В 1975—1976 годах — офицер Управления РЭБ Главного штаба Сухопутных войск. С 1976 по 1979 годы занимал должности старшего офицера Управления РЭБ Главного штаба Сухопутных войск и заместителя начальника Управления Генерального штаба Вооружённых сил СССР (с 1978 года — заместитель начальника). Окончил в 1978 году Военную академию Генерального штаба имени К. Е. Ворошилвоа.
В 1979—1981 годах — начальник отдела РЭБ Главного командования войск Дальнего Востока (в городе Улан-Удэ). В 1980 году стал первым начальником Воронежского высшего военного училища радиоэлектроники, принял 14 октября 1981 года Боевое знамя и грамоту Президиума Верховного Совета СССР. 17 февраля 1982 года произведён в генерал-майоры. Должность начальника Воронежского высшего военного училища радиоэлектроники занимал до 1986 года.
В 1986—1991 годах — начальник 21-го научно-исследовательского и испытательного центра Министерства обороны СССР (позже 5-й Научно-исследовательский и испытательный центр Министерства обороны России). 20 апреля 1990 года произведён в генерал-лейтенанты. С 1990 года служил в Вооружённых силах Сирийской Арабской Республики советником начальника управления РЭБ. 16 декабря 1993 года уволен в отставку.
Скончался 3 сентября 2007 года. Похоронен на Коминтерновском историко-мемориальном кладбище Воронежа. Рядом с его могилой похоронена супруга Валентина Алексеевна (1941 — 26 мая 2009).

## Награды
- Орден Красной Звезды[2]
- Орден Трудового Красного Знамени[2]